# Hilinifaoso
Hilinifaoso is een bestuurslaag in het regentschap Nias Selatan van de provincie Noord-Sumatra, Indonesië. Hilinifaoso telt 334 inwoners (volkstelling 2010).